# Eurocopter AS532 Cougar
Eurocopter AS532 Cougar (numera Airbus Helicopters H215M) är en tvåmotorig medeltung, multiroll helikopter som utvecklats av Eurocopter i Frankrike. AS532 är en utveckling och uppgradering av den militäraversionen av Aérospatiale SA 330 Puma (Den civila motsvarigheten är Eurocopter AS332 Super Puma.) AS532 har vidareutvecklats till Eurocopter EC725.